# Rezerwat przyrody Rogoźnica
Rezerwat przyrody „Rogoźnica” (lokalna nazwa „Borki”) – leśny rezerwat przyrody położony w gminie Mrozy, w leśnictwie Jeziorek (Nadleśnictwo Mińsk), na wschód od wsi Borki. Ustanowiony Rozporządzeniem Ministra Ochrony Środowiska, Zasobów Naturalnych i Leśnictwa z dnia 21 grudnia 1998 r. (Dz.U. nr 161, poz. 1099) na powierzchni 77,89 ha.
Leży na wschodnim krańcu Mińskiego Obszaru Chronionego Krajobrazu. Według Zarządzenia celem ochrony w rezerwacie jest zachowanie kompleksu olsów położonych w dolinie rzeki Kostrzyń oraz bagna porośniętego roślinnością torfowiskową, w tym rzadką i chronioną.
Rezerwat nie jest udostępniony dla ruchu turystycznego. 

## Klasyfikacja rezerwatu
Jest to rezerwat leśny (L) częściowy. 
Według głównego przedmiotu ochrony jest to rezerwat fitocenotyczny (PFi), podtypu zbiorowisk leśnych (zl), natomiast według głównego typu ekosystemu należy do rezerwatów różnych ekosystemów (EE), podtypu lasów i torfowisk (lt).

## Walory przyrodnicze
Jest to obszar lasu obejmujący dość skrajne żyznościowo zbiorowiska roślinne od Bśw (bór świeży) do Ol (ols), Lśw (las świeży) i LMśw (las mieszany świeży). Jest to w szczególności kompleks olsów położonych w dolinie rzeki Kostrzyń oraz śródleśnego bagna stanowiącego naturalny rezerwat wodny. Występuje tu rzadkie na Nizinie Południowopodlaskiej kontynentalne torfowisko wysokie Ledo-Sphagnetum magellanici.
Odnotowano tu co najmniej 71 gatunków ptaków lęgowych i prawdopodobnie lęgowych, m.in. takie gatunki jak: bocian czarny, trzmielojad, żuraw, siniak, puszczyk zwyczajny, dzięcioł czarny, dzięcioł średni, dzięciołek, samotnik, strumieniówka, lerka, muchołówka mała, gil czy dziwonia. Ze ssaków występują ty m.in. bobry.